# Broughton Moor
Broughton Moor – wieś w Anglii, w Kumbrii, w dystrykcie (unitary authority) Cumberland. Leży 41 km na południowy zachód od miasta Carlisle i 418 km na północny zachód od Londynu. W 2001 miejscowość liczyła 726 mieszkańców.